# Passiflora pyrrhantha
Passiflora pyrrhantha är en passionsblomsväxtart som beskrevs av Hermann August Theodor Harms. Passiflora pyrrhantha ingår i släktet passionsblommor, och familjen passionsblomsväxter. Inga underarter finns listade i Catalogue of Life.